# Typhlodromus bambusicolus
Typhlodromus bambusicolus är en spindeldjursart som beskrevs av Gupta 1977. Typhlodromus bambusicolus ingår i släktet Typhlodromus och familjen Phytoseiidae. Inga underarter finns listade i Catalogue of Life.